# Luise Gerbing

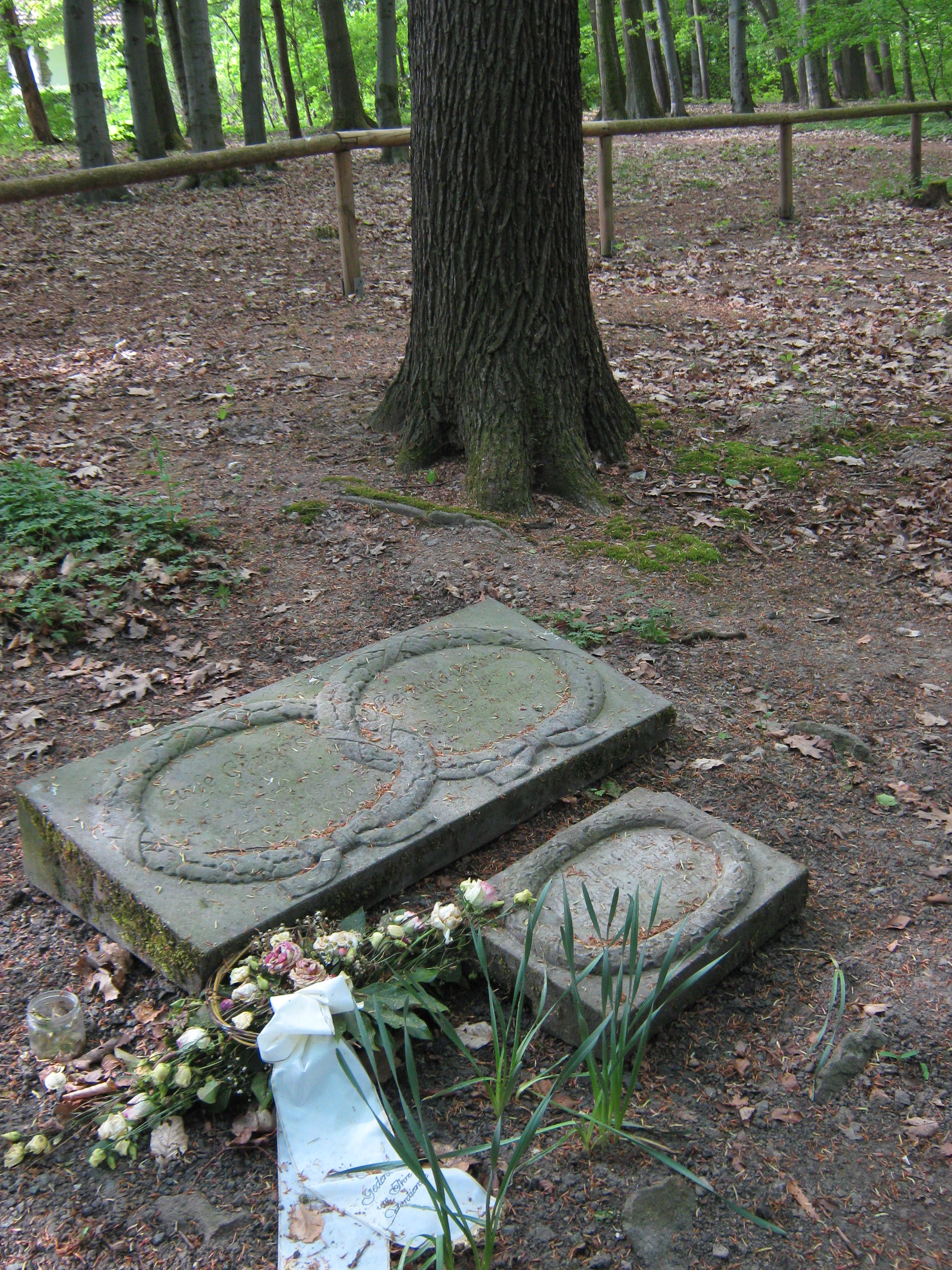
Grab von Luise Gerbing auf dem Waldfriedhof

Luise Gerbing (* 23. April 1855 in Rödichen bei Schnepfenthal; † 25. Februar 1927 in Waltershausen) war eine deutsche Heimatforscherin und Publizistin.

## Leben
Luise Gerbing war die Tochter von Gustav Ausfeld, Lehrer an der Schule in Schnepfenthal, und dessen Ehefrau Fanny, eine Tochter des Medizinalrats Richter aus Waltershausen; ihr Bruder war der Historiker Eduard Ausfeld. Sie war auch eine Ur-Enkelin von Christian Gotthilf Salzmann und besuchte die von ihm, gemeinsam mit Johann Christoph Friedrich Guts Muths, gegründete Salzmannschule.
Nach dem Besuch der Schule in Schnepfenthal und des Ernestinums Gotha verbrachte sie ein Jahr als Klavierlehrerin in einem Pensionat in Saint-Blaise in der französischen Schweiz, kehrte dann nach Schnepfenthal zurück und begann als Lehrerin an der Salzmannschule.
Unterstützt von den Geographen Fritz Regel und Alfred Kirchhoff, beschäftigte sie sich mit geographischen und kulturgeschichtlichen Problem, mit Sachverhalten der Siedlungs- und Volkskunde und mit mundartlichen Fragen. Die Grundlagen für ihre Forschungen auf geographischem, siedlungsgeschichtlichem und volkskundlichem Gebiet erhielt sie durch das Studium von Regels Entwicklung der Ortschaften des Thüringer Waldes, Arnolds Ansiedlung und Wanderung deutscher Stämme, Kirchhoffs Anleitung zur deutschen Landes- und Volksforschung und August Meitzens Siedlungen und Agrarwesen der Germanen.
Anfang der 1890er Jahre begann sie ihre historischen Studien zu Thomas Münzer und der deutsche Bauernkrieg und Soldatenhandel mitteldeutschen Fürsten. 1893 hielt sie ihren ersten Vortrag Aus der Geschichte der Thüringer Forsten.
Sie publizierte unter anderem auch in den Mitteilungen des Geographischen Gesellschaft zu Jena, in den Mitteilungen des Vereins für Erdkunde in Halle, in den Veröffentlichungen des Vereins für Gothaische Geschichte, in den Heimatblättern aus den Coburg-Gothaischen Landen, der Thüringer Warte und den Thüringer Monatsblättern sowie in Das Mareile - Bote des Rennsteigvereins, dessen Herausgeberin sie seit 1906 war.
Sie veröffentlichte unter anderem eine Gewässerkarte von Südwest-Thüringen, berichtete über die Strassenzüge von Südwest-Thüringen, über Erfurter Handel und Handelsstrassen, Thüringer Fuhrmannsleben in vergangenen Tagen und Beiträge zur Ausrottung der Raubtiere im Thüringer Wald.
Seit seiner Gründung 1896 stand sie in enger Verbindung mit dem Rennsteigverein, zu dem sie in Mareile mehrfach berichtete, so unter anderem Rennsteig-Riss (Juli 1898), Entwurf einer Waldbefestigung unter Ernst dem Frommen im Amt Georgenthal 1657 (Oktober 1899) und über die Ilmquelle (März 1902).
Neben ihrer Tätigkeit für den Rennsteigverein setzte sie ihre ortsgeschichtlichen Studien mit Die Grenzen der Wüstung Meinboldisfeldt in den Mitteilungen der Vereinigung für Gothaische Geschichte und Altertumsforschung und Aus der Geschichte des Dorfes Rödichen sowie mit einer Abhandlung über Die Thüringer Volkstrachten in der Zeitschrift für Volkskunde, fort. Ihre Forschungen zu den Volkstrachten und eine Sonderausstellung, die sie 1910 in Eisenach veranstaltete, führten dazu, dass sie inzwischen als die Nestorin der Thüringer Trachtenforschung gilt.
Sehr intensiv hat sie sich mit der Flurnamenforschung beschäftigt, die sie mit ihrem Werk Die Flurnamen des Herzogtums Gotha und die Forstnamen des Thüringer Waldes 1910 beendete.
Nach dem Ersten Weltkrieg betätigte sie sich parteipolitisch in der Deutschen Volkspartei.

Luise Gerbing war seit dem 18. April 1877 mit ihrem Zeichenlehrer Reinhold Gerbing (1838–1905) verheiratet. Ihr Sohn Walter Gerbing (1880–1928) wurde später Geograph.

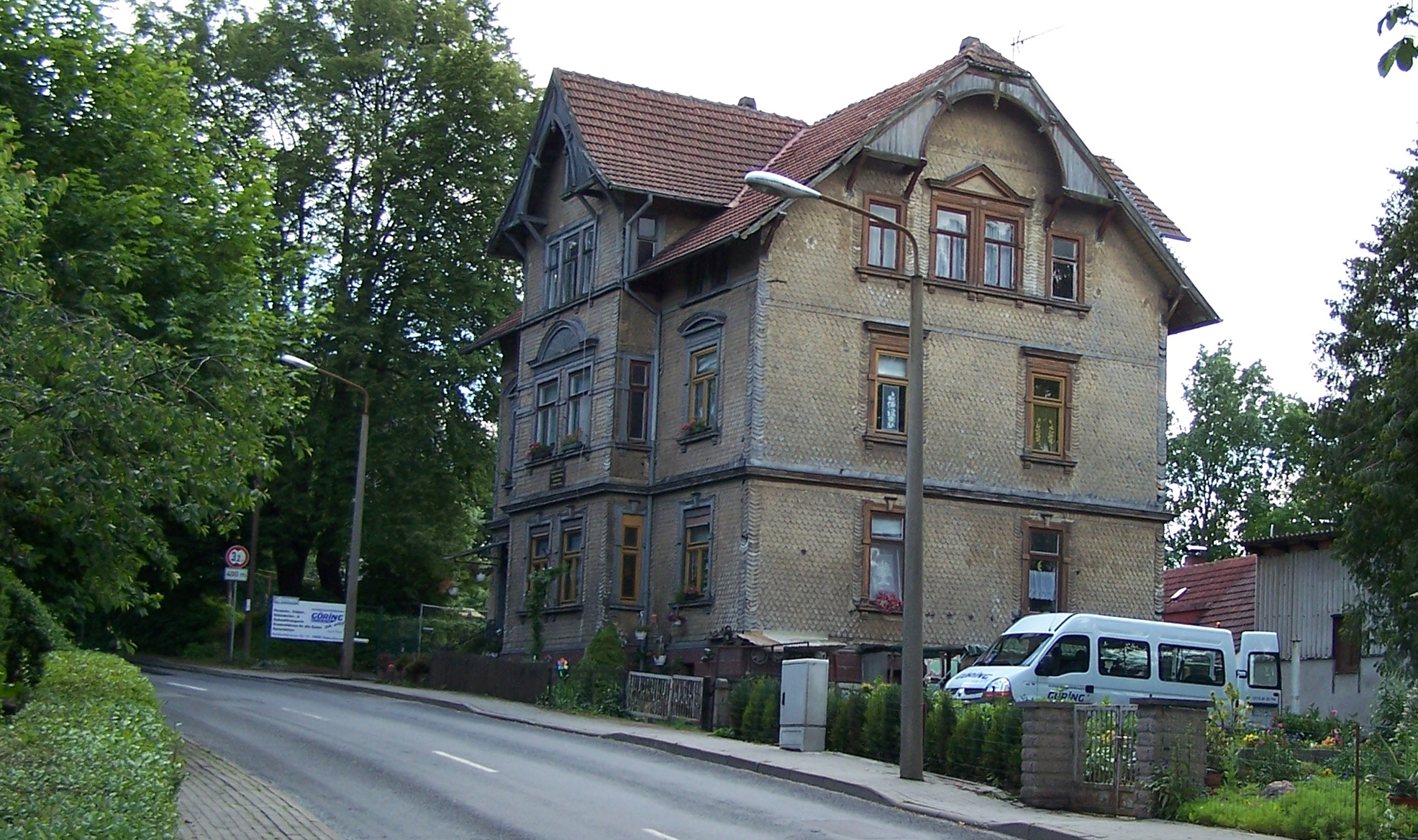
Wohnhaus von Luise Gerbing in Walterhausen, Rheinhardsbrunner Straße im Stadtteil Rödichen

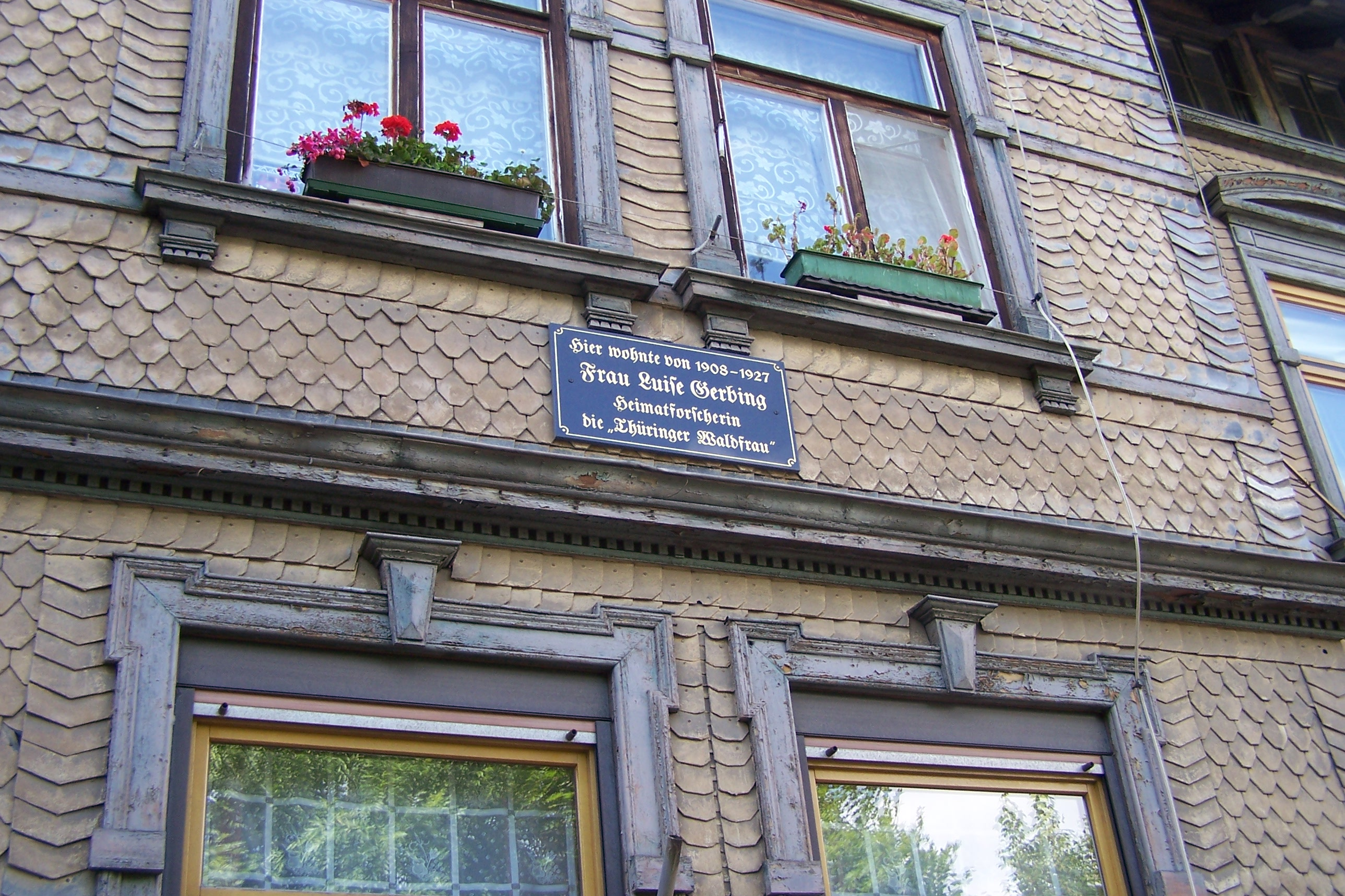
Gedenktafel am Wohnhaus

Nach dem Tod ihres Mannes siedelte sie zu ihrem Sohn nach Berlin über, kehrte aber bereits im April 1907 nach Thüringen, anfangs in Georgenthal und einige Jahre später nach Rödichen, zurück.
Ihre Beisetzung erfolgte auf dem Waldfriedhof in Schnepfenthal.
Ein Teil ihrer Aufzeichnungen, Sammlungen und Manuskripte befindet sich Staatsarchiv Gotha. Im Thüringischen Staatsarchiv Rudolstadt befindet sich ebenfalls eine Sammlung ihrer Veröffentlichungen. Einige Bücher aus ihrer Bibliothek befinden sich in der Historischen Bibliothek Rudolstadt.

## Ehrungen und Auszeichnungen
- Sie erhielt den Ehrentitel Thüringer Waldfrau.
- Zu Ehren von Luise Gerbing wurde die Luise-Gerbing-Straße in Schnepfenthal nach ihr benannt.
- LUISE, die höchste undotierte Auszeichnung des Deutschen Trachtenverbandes zur Würdigung des Lebenswerkes von Menschen, die sich in außergewöhnlicher, beispielgebender und vorbildhafter Hingabe für die Erhaltung der Tracht, die Förderung der Heimatpflege und Volkskunde sowie die traditionellen Bräuche und Sitten eingesetzt haben, verdankt ihren Namen Luise Gerbing.[15]
- Im Salzmann-Gymnasium in Schnepfenthal erinnert eine Statuette an die Thüringer Volkskundlerin.

## Mitgliedschaften
- Luise Gerbing gehörte zu den Mitbegründern des von Karl August Friedrich Samwer gegründeten Anthropologischen Vereins in Gotha.[16]
- 1895 unterzeichnete sie den Aufruf zur Gründung eines Rennsteigvereins.

## Schriften (Auswahl)
- Thüringer Fuhrmannsleben in vergangenen Tagen. Weimar, Felber 1896.
- Erfurter Handel und Handelsstrassen: mit einer erläuternden Karte. 1900.[17]
- Die Thüringer Volkstrachten. 1908.
- Luise Gerbing; Arthur Richter: Die Ruhlaer Tracht: eine volkskundliche Wanderung durch fünf Jahrhunderte. 1909.
- Aus der Jugendzeit der Thüringer Tierwelt. 1910.
- Die Flurnamen des Herzogtums Gotha und die Forstnamen des Thüringerwaldes zwischen der Weinstrasse im Westen und der Schorte (Schleuse) im Osten. Jena, G. Fischer 1910.
- Karte der Fluren des Herzogtums Sachsen-Gotha und der Forste des Thüringer Waldes zwischen der Weinstraße und der Schorte (Schleuse): nach urkundlichen Quellen. 1910.
- Rosengarten - Tiergarten - Brühl drei Künder deutscher Vergangenheit. 1910.
- Johann Christian Friedrich Guts Muths. Magdeburg: Selbstverlag der Historischen Kommission, 1927.
- Die Thüringer Trachten: in Wort und Bild dargestellt und erläutert. Erfurt 1925.
- Erfurter Handel und Handelsstraßen (in Thüringen) mit einer Karte der Altstraßen Thüringens. Arnstadt Thüringer Chronik-Verl. Müllerott 2012.
- Die Straßenzüge von Südwest-Thüringen. Arnstadt Thüringer Chronik-Verl. Müllerott 2014.